# Jinshantun
Jinshantun är ett stadsdistrikt i Yichun i Heilongjiang-provinsen i nordöstra Kina. Det ligger omkring 290 kilometer nordost om provinshuvudstaden Harbin